# The Atavists
The Atavists je čtyřčlenná hudební skupina z Hradce Králové. Jejich hudba se pohybuje na pomezí blues a stoner rocku, s vlivy surf rockových z 60. let 20. století. Vydala tři alba, v roce 2015 Bad Times vlastním nákladem, v roce 2018 LO-FI Life pod labelem Bigg Boss a v roce 2022 třetí album Prettier Than You.
V roce 2015 se skupina umístila na šestém místě v GBOB
V březnu 2019 získala ceny Anděl za Objev roku a Nejlepší album v kategorii rock.

## Členové
- Adam Krofian – zpěv, kytary
- Max Andrews – klávesy, synth
- Hugo Trkal – basová kytara, zpěv
- Martin Smrkovský – bicí, perkuse

## Diskografie

### LO-FI LIFE(CD/LP – blue vinyl)
- Producent: The Atavists All songs written by Adam Krofian
- Mix + Mastering: Amak Golden at Golden Hive studio Prague 2018
- Cover: Martin Křížek, Jan Hnátek and Michal Škapa
- 2018, BiggBoss

Skladby
1. Beating My Heart Out
2. Wrong
3. Sell Your Car
4. Changes
5. No More
6. Waiting For You
7. Dancing Queen
8. Florida Man
9. One of My Kind
10. Lo - Fi Life
11. Stranger
12. C - Side

### Bad Times(CD/LP)
- Producent: Jan Hnátek / Adam Krofian
- Mix: Cefaploid9000
- Mastering: Tomáš Káhl
- Album art: Cefaploid9000
- 2015, vlastní vydání

Skladby
1. Leave Me Alone
2. Numbers
3. Ride
4. Bad Times
5. Best For You
6. Run
7. Good Times
8. She-Devil
9. Let You Go
10. Cold Morning
11. Pirates

### Prettier Than You(CD/LP)
Skladby
1. Prettier than You
2. Backstabber
3. Misery
4. Repetition
5. Fool's Gold
6. Why
7. Suicide
8. Time
9. Hot Mess
10. It's All Over
11. In Limbo